# Phenomenon – Das Unmögliche wird wahr
Phenomenon – Das Unmögliche wird wahr (Originaltitel Phenomenon) ist ein US-amerikanisches Filmdrama aus dem Jahr 1996. Die Regie führte Jon Turteltaub, das Drehbuch schrieb Gerald Di Pego. Die Hauptrollen spielten John Travolta und Kyra Sedgwick. Der Film startete am 3. Oktober 1996 in den deutschen Kinos.

## Handlung
George Malley ist Automechaniker und lebt in einer kalifornischen Kleinstadt. Als er in der Nacht seines 37. Geburtstages nach seiner Geburtstagsfeier von einem geheimnisvollen Lichtstrahl zu Boden gestreckt wird, entwickelt er starke mentale Kräfte. Er kann schnell lesen, lernen sowie mit den Gedanken Gegenstände bewegen.
Bei verschiedenen Gelegenheiten stellt er seine neuen Fähigkeiten unter Beweis, was ihm allerdings nicht nur Wohlwollen einbringt.
Er und die kürzlich zugezogene alleinstehende Mutter Lace Pennamin kommen sich näher. Seine alten Freunde sehen ihn mit Misstrauen an, lediglich Doc Brunder und Nate Pope bleiben George treu.
Die Regierung interessiert sich für die Fähigkeiten von Malley, doch er will, dass seine Kräfte nur für gute Zwecke eingesetzt werden.
Bei einem Fest möchte sich George den Fragen aller seiner Freunde stellen, ist aber dem Ansturm mental nicht gewachsen. Er stürzt, wird erneut vom Lichtstrahl getroffen und verliert das Bewusstsein.
Die Ärzte stellen bei Malley einen inoperablen Hirntumor fest, der seine Nervenzellen stimuliert, aber die Blutzufuhr immer mehr drosselt. Eine vorgeschlagene Operation durch einen Neurochirurgen zu wissenschaftlichen Zwecken, die mit seinem sofortigen Tod verbunden wäre, wird von George abgelehnt. Er wird durch Gerichtsbeschluss in der Klinik festgehalten, dennoch gelingt ihm die Flucht zu Lace, wo er schließlich nach kurzer Zeit stirbt.
Das Ende des Films zeigt Georges Freunde auf der Feier seines 38. Geburtstages.

## Kritiken
James Berardinelli verglich den Film auf ReelViews mit Forrest Gump, sprach ihm jedoch dessen „Intelligenz“ ab. Weiterhin kritisierte er den Film als „doof“ („dumb“) und das Drehbuch als „hundsmiserabel“ („abysmal“). Er vermutete außerdem, der Film verbreite die Botschaften der Scientology.
Roger Ebert lobte in der Chicago Sun-Times vom 3. Juli 1996 den „enthusiastischen“ Charakter von George Malley. Dieser Charakter und die Beziehung von George und Lace wären der Dreh- und Angelpunkt der Handlung („the heart of the story“) des „warmherzigen“ („good-hearted“) Films.

## Auszeichnungen
John Travolta und Forest Whitaker gewannen im Jahr 1997 den Blockbuster Entertainment Award. Forest Whitaker gewann 1997 den Image Award. Der Film wurde 1997 als Bester Fantasyfilm für den Saturn Award nominiert.
John Travolta und Kyra Sedgwick wurden 1997 für den Besten Kuss für den MTV Movie Award nominiert, weitere Nominierungen für diesen Preis erhielten John Travolta als Bester Darsteller.
Tony Genaro wurde 1996 für den NCLR Bravo Award nominiert. Ashley Buccille wurde 1997 für den Young Artist Award nominiert.

## Hintergründe
Die Produktionskosten des Films betrugen ungefähr 32 Millionen US-Dollar. Die Dreharbeiten fanden in Davis (Kalifornien) statt.
2003 wurde das Quasi-Remake Phenomenon II – Ein wunderbares Genie für das Fernsehen produziert, der Film wiederholt in weiten Teilen die Handlung aus dem Kinofilm. Es wurden jedoch ein paar Charaktere ergänzt sowie ein Handlungsstrang mit der NSA. Das offene Ende des TV-Remakes deutet darauf hin, dass der Film als Pilotfilm einer Fernsehserie konzipiert wurde.

## Soundtrack
Eric Clapton gewann 1997 für den Song Change the World drei Grammys, den ASCAP Award der American Society of Composers, Authors and Publishers und den BMI Film & TV Award. Der Song belegte drei Nummer-Eins Platzierungen in den Charts 1996 und 1997. Einen weiteren BMI Film & TV Award erhielt Thomas Newman.

### Titelliste
| - Eric Clapton – Change the World - Bryan Ferry – Dance With Life (The Brilliant Light) - Aaron Neville, Robbie Robertson – Crazy Love - Taj Mahal – Corrina - Jewel – Have a Little Faith in Me - Peter Gabriel – I Have the Touch | - Marvin Gaye – Piece of Clay - The Iguanas – Para Donde Vas - Dorothy Moore – Misty Blue - J.J. Cale – A Thing Goes On - Thomas Newman – The Orchard |